# Liste der Kulturdenkmäler im Rheingau-Taunus-Kreis

Kommunen im Rheingau-Taunus-Kreis

Die Liste der Kulturdenkmäler im Rheingau-Taunus-Kreis enthält die Kulturdenkmäler im Rheingau-Taunus-Kreis. Rechtsgrundlage für den Denkmalschutz ist das Denkmalschutzgesetz in Hessen.
Sie lässt sich nach den kreisangehörigen Kommunen gliedern:
- Liste der Kulturdenkmäler in Aarbergen
- Liste der Kulturdenkmäler in Bad Schwalbach
- Liste der Kulturdenkmäler in Eltville am Rhein
- Liste der Kulturdenkmäler in Geisenheim
- Liste der Kulturdenkmäler in Heidenrod
- Liste der Kulturdenkmäler in Hohenstein
- Liste der Kulturdenkmäler in Hünstetten
- Liste der Kulturdenkmäler in Idstein
- Liste der Kulturdenkmäler in Kiedrich
- Liste der Kulturdenkmäler in Lorch
- Liste der Kulturdenkmäler in Niedernhausen
- Liste der Kulturdenkmäler in Oestrich-Winkel
- Liste der Kulturdenkmäler in Rüdesheim am Rhein
- Liste der Kulturdenkmäler in Schlangenbad
- Liste der Kulturdenkmäler in Taunusstein
- Liste der Kulturdenkmäler in Waldems
- Liste der Kulturdenkmäler in Walluf